# People Inc.
People Inc. (anteriormente About.com y Dotdash Meredith) es una empresa y un sitio web oficial de información y asesoramiento en inglés, dirigido principalmente al público estadounidense. Perteneció a The New York Times Company hasta 2012, cuando InterActiveCorp adquirió la propiedad. El contenido del sitio es dinámico y trata de tener nueva información cada día. 
El contenido es escrito por 750 expertos, denominados «Guías», que tienen experiencia en temas determinados. Cada Guía se encarga de un tema y se vuelve el único escritor de ese tema. Los Guías también reciben una paga promedio de 2 000 dólares por mes, aunque la cifra exacta no es divulgada.